# Адзумі Сіро
Адзумі Сіро (яп. 安積 四郎) — японський футболіст, що грав на позиції нападника.

## Клубна кар'єра
Грав за команду Osaka SC.

## Виступи за збірну
У 1923 року дебютував в офіційних матчах у складі національної збірної Японії. У формі головної команди країни зіграв 3 матчі. Був учасником Far Eastern Championship Games 1923 року і 1925 року.

## Статистика
Статистика виступів у національній збірній.
| Збірна Японії | Збірна Японії | Збірна Японії |
| Роки          | Ігри          | голи          |
| ------------- | ------------- | ------------- |
| 1923          | 2             | 0             |
| 1924          | 0             | 0             |
| 1925          | 1             | 0             |
| Усього        | 3             | 0             |